# Pagny-la-Blanche-Côte
Pagny-la-Blanche-Côte ist eine französische Gemeinde mit 226 Einwohnern (Stand 1. Januar 2022) im Département Meuse in der Region Grand Est (bis 2015 Lothringen). Sie gehört zum Kanton Vaucouleurs im Arrondissement Commercy.

## Geografie
Die Gemeinde liegt an der Maas, 40 Kilometer südwestlich von Nancy.

## Geschichte
Der Ort wurde im Jahr 672 erstmals als Paterniacum erwähnt.

### Bevölkerungsentwicklung
| Jahr      | 1962 | 1968 | 1975 | 1982 | 1990 | 1999 | 2006 | 2019 |
| Einwohner | 360  | 372  | 300  | 237  | 201  | 222  | 248  | 238  |

## Sehenswürdigkeiten
- Kirche Saint-Grégoire-le-Grand aus dem 15. Jahrhundert (siehe auch: Liste der Monuments historiques in Pagny-la-Blanche-Côte)
- Kapelle Notre-Dame-des-Sept-Douleurs

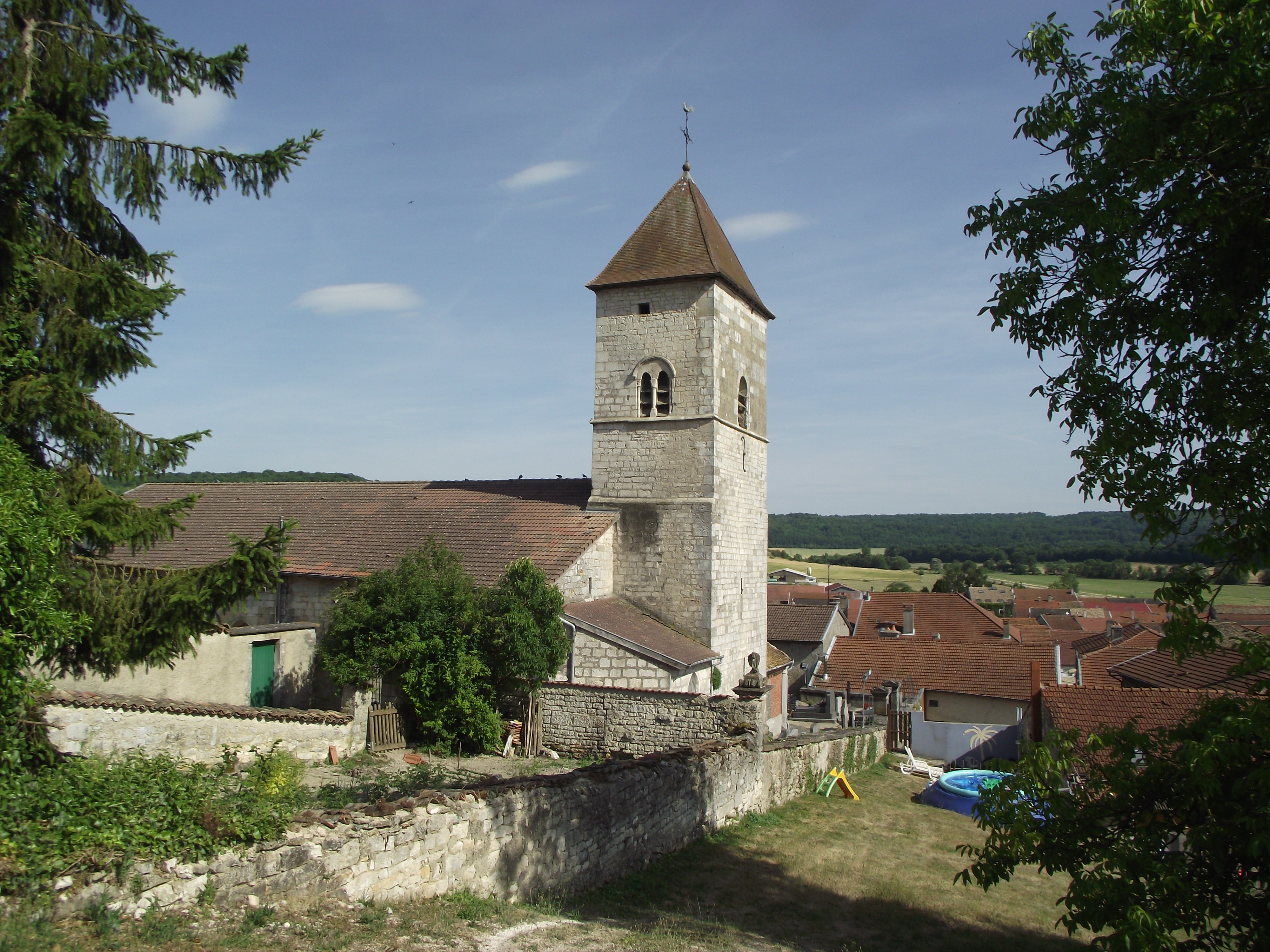
Kirche Saint-Grégoire-le-Grand
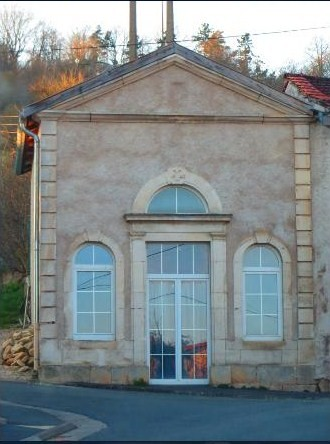
Kapelle Notre-Dame-des-Sept-Douleurs